# Plumbofarmacosiderita
La plumbofarmacosiderita és un mineral de la classe dels fosfats, que pertany al grup de la farmacosiderita. Rep el nom per la seva relació amb el grup de la farmacosiderita.

## Característiques
La plumbofarmacosiderita és un arsenat de fórmula química Pb0.5Fe3+₄(AsO₄)₃(OH)₄·5H2O. Va ser aprovada com a espècie vàlida per l'Associació Mineralògica Internacional l'any 2016, sent publicada per primera vegada el 2018. Cristal·litza en el sistema isomètric. La seva duresa a l'escala de Mohs es troba entre 2,5 i 3. És semblant a l'arsenbrackebuschita, la carminita, la mawbyita i la segnitita.
L'exemplar que va servir per a determinar l'espècie, el que es coneix com a material tipus, es troba conservat a les col·leccions del laboratori de mineralogia de la Universitat de Lieja, a Bèlgica, amb el número de col·lecció: 20392.

## Formació i jaciments
Va ser descoberta al mont Falò, a la localitat de Coiromonte, a la província de Novara (Piemont, Itàlia). També ha estat descrita a la mina Adami núm. 2, al districte miner de Làurion (Àtica, Grècia). Aquests dos indrets són els únics de tot el planeta on ha estat descrita aquesta espècie mineral.